# Kaamelott
Pour les articles homonymes, voir Kaamelott (homonymie).
Pour les articles ayant des titres homophones, voir Kamelot et Camelot (série télévisée).

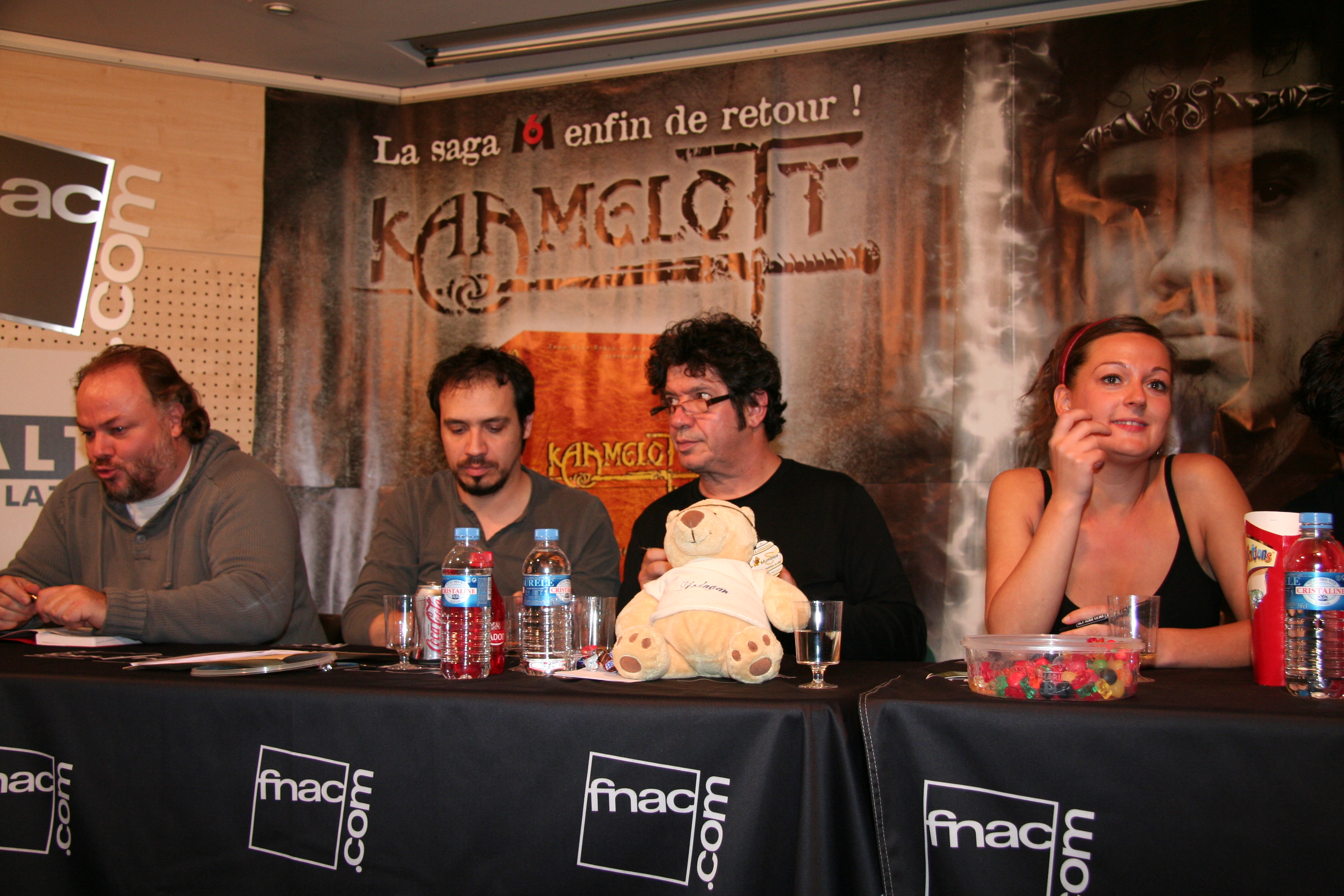
Différents membres de la distribution de la série en 2007.

Kaamelott est une série télévisée française humoristique et dramatique de fantasy historique créée par Alexandre Astier, Alain Kappauf et Jean-Yves Robin et diffusée entre le 3 janvier 2005 et le 31 octobre 2009 sur M6.
La série s’inspire de la légende arthurienne et apporte une vision décalée de la légende en présentant un roi Arthur qui peine à être à la hauteur de la tâche que les dieux lui ont confiée. Entouré de chevaliers de la Table ronde passablement incompétents, confronté à la chute de l’Empire romain et aux incessantes incursions barbares, il doit encore trouver le Saint Graal.
Humoristique dans ses premières saisons, la série commence à prendre une tournure plus orientée comédie dramatique à partir de sa quatrième saison, avant de basculer plus significativement dans le dramatique lors de la suivante. Au cours de cette évolution, la série a étendu la durée de ses épisodes, passant d'un format très court à une durée plus longue, atteignant les trois quarts d'heure dans sa sixième et ultime saison.
L'évolution du format et des scénarios transforme ce qui était une série en feuilleton télévisé. Une suite a débuté sous forme de trilogie au cinéma, dont le premier volet est sorti le 21 juillet 2021.

## Synopsis
Deuxième moitié du Ve siècle, île de Bretagne. Alors que l’Empire romain s’effondre et que le christianisme s’impose peu à peu face aux dieux païens, le royaume de Logres s’organise autour de son souverain, le roi Arthur, qui règne depuis le château de Kaamelott ; entouré de ses fidèles chevaliers, il s’attelle à la mission que les dieux lui ont confiée : rechercher le Saint Graal.
Mais cette quête s’annonce plus que difficile, car Arthur est très mal entouré. Ses chevaliers de la Table ronde sont un faible renfort contre les défis qui se dressent sur la route : peureux, naïfs, stupides ou au contraire violents, archaïques et désordonnés, les troupes de Bretagne ne comprennent pas l’enjeu de la quête du Graal et peinent à se rendre utiles. L’entourage familial du roi n’est guère plus sensé : son quotidien déjà bien chargé est parsemé de conflits avec sa femme Guenièvre ou sa belle-famille. Pour couronner le tout, le pays est régulièrement la cible d’incursions barbares.
Les premiers jours de paix après la construction de Kaamelott et les débuts de la Quête du Graal cèdent vite la place à un quotidien plus difficile et morose pour le roi, qui doit maîtriser à la fois son caractère dépressif et les incessantes bourdes de son entourage tout en essayant de gouverner son royaume à sa manière, moderne et progressiste. Un combat de tous les jours où le roi légendaire va connaître bien des déboires.

## Fiche technique
- Création : Alexandre Astier, Jean-Yves Robin et Alain Kappauf
- Réalisation : Alexandre Astier, François Guérin
- Écriture : Alexandre Astier, Joëlle Sevilla, Nicolas Gabion, Fabien Rault, Lionnel Astier
- Direction d’écriture : Christophe Fort
- Production : CALT
  - Producteurs : Jean-Yves Robin
  - Producteurs artistiques : Alexandre Astier, Alain Kappauf
  - Producteurs exécutifs : Hubert De Filippo, François Enginger
  - Directeurs de productions : Hubert De Filippo, Marco Stanimirovic
- Direction artistique : Jean-Christophe Hembert
- Direction de la photographie : Philippe Ros
- Décors : Max Legardeur
- Costumes : Anne-Gaëlle Daval
- Photographe de plateau : Pascal Chantier
- Montage : Bruno Safar , Simon Astier
- Musique : Alexandre Astier
- Effets spéciaux : Frédéric Aujas

## Distribution

### Personnages principaux
| Personnage            | Acteur/Actrice          | Rôle                                                  | Nombre d'épisodes |
| --------------------- | ----------------------- | ----------------------------------------------------- | ----------------- |
| Arthur                | Alexandre Astier        | Roi de Bretagne                                       | 437               |
| Léodagan de Carmélide | Lionnel Astier          | Roi de Carmélide, beau-père du Roi Arthur             | 225               |
| Guenièvre             | Anne Girouard           | Reine de Bretagne, princesse de Carmélide             | 202               |
| Perceval de Galles    | Franck Pitiot           | Chevalier du Pays de Galles                           | 192               |
| Karadoc de Vannes     | Jean-Christophe Hembert | Chevalier de Vannes                                   | 169               |
| Lancelot du Lac       | Thomas Cousseau         | Chevalier du Lac                                      | 153               |
| Bohort de Gaunes      | Nicolas Gabion          | Chevalier de Gaunes, prince de Gaunes                 | 136               |
| Père Blaise           | Jean-Robert Lombard     | Prêtre de Kaamelott                                   | 97                |
| Séli                  | Joëlle Sevilla          | Reine de Carmélide, belle-mère du Roi Arthur          | 95                |
| La Dame du Lac        | Audrey Fleurot          | Envoyée des dieux afin d'épauler Arthur dans sa quête | 70                |
| Merlin                | Jacques Chambon         | Druide                                                | 68                |

### Personnages récurrents
| Personnage                                          | Acteur/Actrice     | Rôle                                                                          |
| --------------------------------------------------- | ------------------ | ----------------------------------------------------------------------------- |
| Yvain, chevalier au Lion ou l'orphelin de Carmélide | Simon Astier       | Fils de Léodagan, Prince de Carmélide, beau-frère du Roi Arthur               |
| Calogrenant                                         | Stéphane Margot    | Roi de Calédonie                                                              |
| Kadoc                                               | Brice Fournier     | Frère de Karadoc                                                              |
| Gauvain, chevalier au Pancréas                      | Aurélien Portehaut | Fils du Roi d'Orcanie, neveu du Roi Arthur                                    |
| Mevanwi                                             | Caroline Ferrus    | Femme de Karadoc                                                              |
| Le tavernier                                        | Alain Chapuis      | Tavernier                                                                     |
| Galessin                                            | Alexis Hénon       | Duc d’Orcanie                                                                 |
| Hervé de Rinel                                      | Tony Saba          | Chevalier de la Table ronde                                                   |
| Venec                                               | Loïc Varraut       | Bandit/Esclavagiste                                                           |
| Demetra                                             | Caroline Pascal    | Maîtresse du Roi Arthur                                                       |
| Maître d’armes                                      | Christian Bujeau   | Maître d’Armes                                                                |
| Guethenoc                                           | Serge Papagalli    | Paysan, Représentant du monde agricole, Responsable des récoltes de Kaamelott |
| Loth                                                | François Rollin    | Roi d’Orcanie, Père de Gauvin                                                 |
| Élias de Kelliwic'h                                 | Bruno Fontaine     | Enchanteur                                                                    |
| Angharad                                            | Vanessa Guedj      | Dame de compagnie de Guenièvre                                                |
| Ygerne de Tintagel                                  | Josée Drevon       | Duchesse de Gorlais, mère du Roi Arthur                                       |
| Roparzh                                             | Gilles Graveleau   | Paysan, Représentant du monde agricole                                        |
| Dagonet                                             | Antoine de Caunes  | Chevalier de la Table ronde                                                   |
| Méléagant, La Réponse                               | Carlo Brandt       | Dieu des morts solitaires et des frayeurs                                     |
| Prisca                                              | Valérie Benguigui  | Voyante, amie du Roi Arthur                                                   |
| Grüdü                                               | Thibault Roux      | Garde du corps du Roi Arthur                                                  |
| Lionel de Gaunes                                    | Étienne Fague      | Frère de Bohort, Prince de Gaunes                                             |
| César                                               | Pierre Mondy       | Mentor du jeune Arturus, empereur romain d'Occident (imperator)               |
| Appius Manilius                                     | Emmanuel Meirieu   | Frère d'armes et meilleur ami d'Arturus                                       |
| Manius Macrinus Firmus                              | Tchéky Karyo       | Chef des armées romaines en Bretagne et sur le mur d'Hadrien                  |
| Aconia Minor                                        | Valeria Cavalli    | Préceptrice puis femme du jeune Arturus                                       |
| Nessa                                               | Valérie Kéruzoré   | Suivante de Guenièvre                                                         |
| Nonna                                               | Marthe Villalonga  | La grand-mère de Perceval                                                     |
| Drusilla                                            | Anne Benoît        | Suivante de Aconia Minor                                                      |
| Helvia                                              | Frédérique Bel     | Servante de César                                                             |
| Berlewen                                            | Virginie Efira     | La femme de Bohort                                                            |

Du fait de l’importance grandissante de leurs personnages, certains acteurs invités ont définitivement intégré la distribution de la série : Christian Bujeau (le maître d'armes), suivi de Bruno Salomone (Caius Camillus), François Rollin (Loth, roi d’Orcanie) et Antoine de Caunes (Dagonet) dans le Livre IV, ainsi que Claire Nadeau (Cryda de Tintagel), Alain Chabat (le duc d’Aquitaine), Géraldine Nakache (la duchesse d’Aquitaine), Christian Clavier (le jurisconsulte), Anouk Grinberg (Anna), Patrick Bouchitey (le pêcheur, père des jumelles), Guy Bedos (Anton, père adoptif d’Arthur)…
En dehors des invités, Alexandre Astier n’hésite pas à ajouter, à la distribution déjà importante, de nouveaux personnages principaux, même tardivement, dont l’importance dans la série croît rapidement. L’exemple le plus marquant est Méléagant (joué par Carlo Brandt). La Table ronde gagne aussi un nouveau chevalier dans le Livre V en la personne de Lionel de Gaunes (joué par Étienne Fague), le frère de Bohort.
La nouvelle structure narrative, cependant, se prête beaucoup moins qu’auparavant aux simples « vignettes » – un épisode unique, introduisant un personnage peu important pour la continuité et qui ne réapparaît jamais. Ces personnages ont désormais des rôles significatifs pour l’intrigue, parfois récurrents, souvent de personnages déjà mentionnés dans les livres précédents (Anna de Tintagel, Anton, le pêcheur, Nonna la grand mère de Perceval). Le Livre VI ajoute notamment de très nombreux nouveaux acteurs, dont bon nombre d’acteurs confirmés comme Tchéky Karyo, Patrick Chesnais, Pierre Mondy, Marthe Villalonga ou encore Jackie Berroyer.
De par son nombre important d’épisodes et son format court, Kaamelott présente un nombre important de personnages dont la plupart n’apparaissent que sporadiquement et n’ont que peu d’importance dans l’histoire ; les personnages principaux et récurrents listés ici le sont en fonction de leur nombre d’apparitions.
Alexandre Astier (Arthur), Caroline Pascal (Demetra), Anne Girouard (Guenièvre), Joëlle Sevilla (Séli), Josée Drevon (Ygerne), Jean-Robert Lombard (Père Blaise), Audrey Fleurot (La Dame du Lac), Jacques Chambon (Merlin), Christian Bujeau (le maître d'armes), Louis Bujeau (élève chevalier), Stéphane Margot (Calogrenant), Lionnel Astier (Léodagan), Loïc Varraut  (Venec), Serge Papagalli (Guethenoc), Thomas Cousseau (Lancelot du Lac), Nicolas Gabion (Bohort), Franck Pitiot  (Perceval), Jean-Christophe Hembert (Karadoc), Aurélien Portehaut (Gauvain) et Simon Astier (Yvain) sont interviewés par Christophe Chabert pour le film documentaire Aux Sources de Kaamelott réalisé entre 2006 et 2010 pour accompagner l'intégrale « Les six livres » des DVD de la série télévisée.

### Distribution rhônalpine
Outre la « tribu » d'Alexandre Astier
, nombre d'acteurs de la région Rhône-Alpes font partie de la distribution, conférant aux dialogues un mélange d'accents lyonnais, stéphanois et grenoblois, ainsi que des expressions typiques (chougner, débarouler, etc.) : 
- La « tribu » : 
  - Alexandre Astier[2] (Arthur) : fils de Lionnel Astier et de Joëlle Sevilla, demi-frère de Simon Astier
  - Neil Astier[7] (Arthur jeune) : fils d'Alexandre Astier
  - Jeanne Astier[7] (Morgause et Mehgan fille de Karadoc) : fille d'Alexandre Astier
  - Arianne Astier[7] (Mordred et Mehben fille de Karadoc) : fille d'Alexandre Astier
  - Ethan Astier[7] (Lucan le Chevalier-Seiche) : fils d'Alexandre Astier
  - James Astier[7] (Trévor) : fils d'Alexandre Astier
  - Aaron Astier[7] (un enfant burgonde) : fils d'Alexandre Astier
  - Isaac Astier[7] (rôle prévu dans le deuxième volet) : fils d'Alexandre Astier
  - Lionnel Astier[2] (Léodagan) : père d'Alexandre Astier et de Simon Astier, compagnon de Joëlle Sévilla puis de Josée Drevon
  - Simon Astier[2] (Yvain, le chevalier au Lion), fils de Lionnel Astier et de Josée Drevon, demi-frère d'Alexandre Astier
  - Joëlle Sevilla[2] (Séli) : ex-femme de Bruno Boëglin, ex-compagne de Lionnel Astier et mère d'Alexandre Astier
  - Josée Drevon[2] (Ygerne) : compagne de Lionnel Astier et mère de Simon Astier
  - Bruno Boëglin[2] (Sven le Viking) : ex-mari de Joëlle Sevilla et fils de Jean-Marie Boëglin
  - Jean-Marie Boëglin[8] (Ulfin) : père de Bruno Boëglin

- Les gones, les gagas et les dauphinois 
  - Alexandre Astier (Arthur) : né à Lyon ; actif à Villeurbanne (Studio 24) et Lyon (les Subsistances))[9],[10]
  - Lionnel Astier (Léodagan) : actif à Lyon (Théâtre de l'Eldorado) et Villeurbanne (Théâtre national populaire)[11]
  - Franck Pitiot (Perceval) : né à Lyon ; actif à Lyon (Espace culturel Saint-Marc)[12]
  - Jean-Christophe Hembert (Karadoc) : né à Villeurbanne ; actif à Villeurbanne (Studio 24) et Lyon (les Subsistances)[13]
  - Thomas Cousseau (Lancelot du Lac) : né dans l'Isère ; actif à Villeurbanne (Théâtre national populaire) et Lyon (Théâtre des Célestins)[14]
  - Anne Girouard (Guenièvre) : active à Lyon (Nuits de Fourvière)
  - Nicolas Gabion (Bohort) : né à Saint-Étienne ; actif à Lyon (Théâtre de la Croix-Rousse)[15]
  - Jean-Robert Lombard (le Père Blaise) : actif à Lyon (Théâtre de la Croix-Rousse)[16]
  - Joëlle Sevilla (Séli) : née à Lyon ; active à Lyon (Théâtre du Huitième) et Grenoble (Maison de la Culture, le Cargo)[17]
  - Jacques Chambon (Merlin) : actif à Lyon (Espace culturel Saint-Marc)[18]
  - Audrey Fleurot (la Dame du Lac) : active à Lyon (Théâtre de l'Élysée), Grenoble (Maison de la Culture)[19]
  - Vanessa Guedj (Angharad) : active à Villeurbanne (Théâtre national populaire)[20]
  - Alexis Hénon (Galessin Duc d’Orcanie) : actif à Lyon (Les Subsistances)[21]
  - Aurélien Portehaut (Gauvain) : né en Isère ; actif à Grenoble (Théâtre Sainte-Marie-d'en-Bas), Villeurbanne (Studio 24)[22]
  - Brice Fournier (Kadoc) : né à Lyon
  - Christian Bujeau (Le maître d’armes) : actif à Lyon (Théâtre des Célestins)[23]
  - Carlo Brandt (Méléagant) : actif à Villeurbanne (TNP), Lyon (Nuits de Fourvière), Grenoble (MC2)[24]
  - Loïc Varraut (Venec le bandit) : né à Lyon ; actif à Villeurbanne (Studio 24), Lyon (les Subsistances)[25]
  - Josée Drevon (Ygerne) : active à Grenoble (MC2), Lyon (Festival de la cour des Antonins), Villeurbanne (TNP)[26]
  - Serge Papagalli (Guethenoc le paysan) : né à Grenoble ; actif à Grenoble (MC2), Lyon (Théâtre de la Croix-Rousse)[27]
  - Gilles Graveleau (Roparzh le paysan) né à Annecy ;
  - Alain Chapuis (le Tavernier) : les trois personnages ont un accent fortement marqué, mélange de lyonnais, de dauphinois, de savoyard et de stéphanois.

## Épisodes

### Livre I (2005)
Le château de Kaamelott est achevé, la cour est établie, les choses sérieuses peuvent commencer. Une grande table ronde est construite, autour de laquelle les chevaliers se réuniront pour organiser la Quête du Graal, diriger le royaume, narrer leurs aventures victorieuses pour la gloire des dieux et du peuple. Tous les éléments sont réunis pour mener à bien la Quête. Du moins en théorie, car en pratique, le roi Arthur réalise bien vite que ceux qui l’entourent, s’ils ne manquent pas de motivation, ne vont pas toujours dans le même sens que lui, ni à la même vitesse.

### Livre II (2005)
Les chevaliers sont bien installés dans leurs rôles, le gouvernement est en place et stable, le royaume est régulièrement sous la menace d’incursions barbares, mais l’unification des clans permet à l’armée de repousser les tentatives les unes après les autres. Le roi Arthur fait du mieux qu’il peut pour composer avec l’équipe disparate et passablement incompétente qui est supposée le seconder dans sa tâche ; les quêtes s’accomplissent avec plus ou moins de succès. Mais les prémices d’éléments dévastateurs font leur apparition : les relations deviennent de plus en plus tumultueuses entre le roi et son fidèle second, Lancelot, et la vie amoureuse du roi Arthur, peu flamboyante, ne l’aide pas à surmonter son désespoir chronique.

### Livre III (2006)
La situation ne s'arrange guère entre le roi Arthur et Lancelot. Le premier supporte plus que difficilement le rigorisme et l’élitisme du second, qui lui répond par le mépris à la souplesse dont il fait preuve dans sa façon de gouverner. Pour ne rien arranger, le roi Arthur s’éprend de dame Mevanwi, la femme du chevalier Karadoc ; commence alors une cour discrète et illicite, au regard de la loi et des dieux.

### Livre IV (2006)
L’irréparable s’est produit : Lancelot est entré en rébellion. Il a définitivement quitté la cour de Kaamelott et la Table ronde pour mener sa propre Quête du Graal, à sa manière et en totale opposition avec Arthur, sans toutefois entreprendre une action militaire à son encontre. Pire, la passion adultère d’Arthur pour dame Mevanwi a eu une conséquence imprévue : la reine Guenièvre a, elle aussi, déserté et rejoint son amant Lancelot dans le reniement, ce qui vaut à la Dame du Lac d'être bannie par les dieux. Soutenue militairement et financièrement par le roi Loth, toujours prêt à la traîtrise, la déchirure s’étend à tout le gouvernement, les chevaliers devant prendre parti pour le renégat ou le roi tout en acceptant son mariage interdit avec dame Mevanwi.

### Livre V (2007)
La faute est réparée, Arthur s’est séparé de dame Mevanwi et a libéré Guenièvre de l’emprise de Lancelot, refaisant d’elle sa reine. Mais la situation ne s'améliore pas davantage puisque Lancelot a complètement disparu, et si certains le disaient fou et prétendent que la fuite de son amante l’a poussé à mettre fin à ses jours, Arthur est durement marqué par la disparition de l’homme qui a autrefois été son plus fidèle compagnon et ami. Lorsque sa mère et ses beaux-parents réclament du roi qu’il replante Excalibur dans le rocher pour rappeler au peuple qu’il est l’élu, Arthur s’exécute à contre-cœur avant de réaliser qu’une occasion s’offre à lui de changer le cours déplorable qu’a pris son existence.

### Livre VI (2009)
L'histoire se déroule quinze ans avant les événements narrés dans les 5 premières saisons. Arthur n’est encore qu’un simple soldat de la milice urbaine romaine ; plutôt solitaire, sentimental, guère ambitieux et sans grand avenir, il n’attend pas grand-chose de sa vie au sein d’un empire sur le déclin, mais les dieux et le Sénat en ont décidé autrement : le milicien anonyme va s’élever, jusqu’à devenir une des figures légendaires les plus célèbres de l’histoire. Le dernier épisode, Dies Iræ, reprend le cours de l'histoire là où elle s'était arrêtée à la fin du Livre V.

## Production

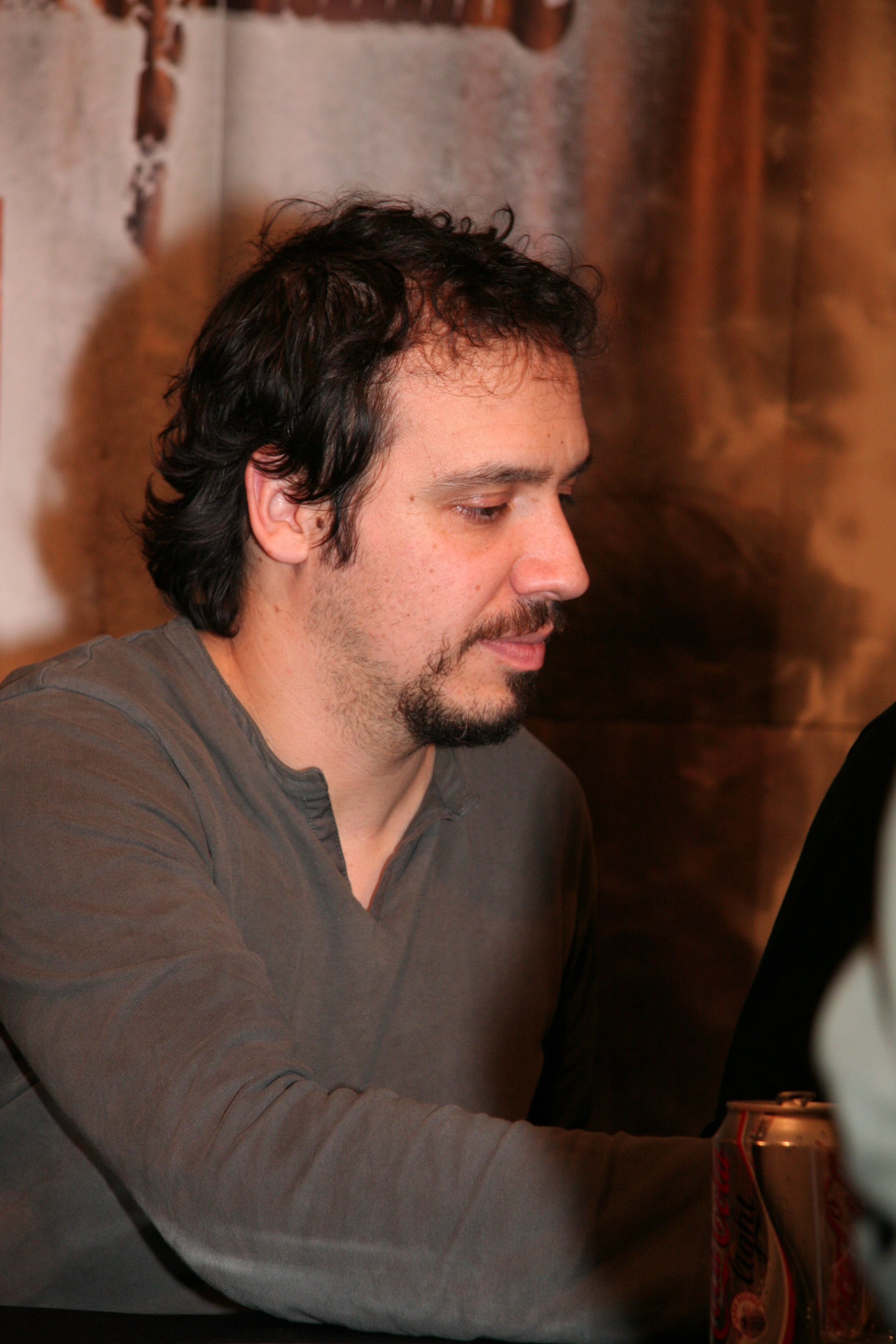
Le créateur Alexandre Astier en dédicace, en octobre 2007.

### Création et développement
L'origine du nom de la série est la cité de Camelot, avec une orthographe et une graphie particulières faisant ressortir les initiales AA de l'auteur, et les deux T finaux forçant l'homophonie avec camelote.
En 2003, Alexandre Astier réalise et produit un court métrage de quatorze minutes, Dies iræ, dont l’action se situe à l’époque arthurienne ; le thème et les personnages sont déjà très proches de ce qui donnera par la suite la série Kaamelott. Dies iræ remporte le prix du Public 2003 du festival Off-Courts et en 2004 du festival Comédia Juste pour rire de Montréal. Il gagne le prix spécial du jury du Festival du court métrage d'humour de Meudon. Il retrouvera le président du jury Yvan Le Bolloc'h dans les locaux de la société de production CALT après que son agent a spontanément proposé le projet aux producteurs qui cherchaient à remplacer Caméra Café. Sur les conseils de son agent, Alexandre Astier avait décliné le court métrage en écrivant et en tournant six pilotes d’une série en format court, c’est-à-dire de cinq minutes environ par épisode. De nombreux acteurs de Dies iræ reprennent leurs rôles, et la série a un nom : Kaamelott. La période est propice : la série télévisée Caméra Café s’achève et la société de production CALT cherche un nouveau programme court à proposer à la chaîne M6. Elle propose les six épisodes pilotes à la chaîne. Séduite, cette dernière commandera une première saison.
La majorité des comédiens n’a pas subi de casting — à l’exception d’Anne Girouard (Guenièvre), Caroline Pascal (Demetra) et Guillaume Briat (le roi Burgonde) — car Alexandre Astier ne fait appel qu’à des personnes qu’il a déjà vues jouer, au théâtre ou au cinéma.

### Production et réalisation
Contrairement à d’autres séries, notamment dans le cas des formats courts, Kaamelott est tourné à l’aide de deux caméras haute définition Sony HDCAM. Ceci explique son budget bien plus élevé, équivalent à celui d’un téléfilm, voire d’un film ; les tournages en extérieur, de plus en plus fréquents au fil des saisons, augmentent également les dépenses. Ainsi, CALT a estimé le coût d’une saison de Kaamelott à deux millions d’euros environ, ce qui représente 20 000 euros par épisode. En outre, pour les trois premiers livres où les scènes d’intérieur furent tournées en studio à Paris, les scènes d’extérieur étaient tournées dans la banlieue de Lyon.
Le tournage a été totalement délocalisé à Lyon à partir de la quatrième saison, Alexandre Astier étant originaire de la capitale de Rhône-Alpes ; les scènes de lac furent tournées autour du lac Vert de Passy en Haute-Savoie, et celles du château des Livres I à III au château de Montmelas-Saint-Sorlin, au cœur du Beaujolais. Les scènes extérieures du Livre V, quant à elles, ont été tournées au mont Gerbier-de-Jonc, à Camaret-sur-Mer et au Plateau d’Herbouilly.
Alexandre Astier est à la fois l’unique auteur et scénariste de tous les épisodes à quelques rares exceptions ; il est également acteur et interprète le rôle d’Arthur. Il cumule également les activités de compositeur et interprète des musiques de la série.

#### Narration
Après des épisodes très indépendants et diffusés dans un certain désordre pour le Livre I, la série originellement conçue pour être suivie ponctuellement devient plus scénarisée et commence à suivre un ordre chronologique à partir de la fin du Livre II et surtout dans le Livre III. Si les épisodes peuvent toujours être suivis de manière isolée, ils font de plus en plus souvent référence à des événements qui se sont produits dans les épisodes précédents. Ainsi, la série intègre dès lors quelques éléments scénaristiques caractéristiques du soap opera et des nouvelles séries américaines, tels que le cliffhanger (introduit par La Dispute 2e partie, épisode final du Livre III).
Certains épisodes ont été écrits par d’autres personnes, en collaboration ou non avec Alexandre Astier : l’épisode L'Adoubement du Livre I a, par exemple, été écrit par Fabien Rault. Le Livre II possède également quelques épisodes dont l’écriture est assumée par des personnes autres qu’Alexandre Astier : Joëlle Sevilla (Silbury Hill et Pupi, ce dernier étant coécrit avec Alexandre Astier), Lionnel Astier (L’Enlèvement de Guenièvre), Nicolas Gabion (Plus près de toi)… Fabien Rault est la seule personne qui ne fait pas partie de l’équipe Kaamelott au générique à avoir écrit un épisode (Le Portrait)[réf. souhaitée]. Pour satisfaire le développement de l’histoire principale, les épisodes des Livre III et ultérieurs sont quant à eux écrits en intégralité par Alexandre Astier, sauf l’épisode La Pierre de Lune du Livre III qu’il a coécrit avec Fabien Rault.
Comme Alexandre Astier le révèle, cette évolution narrative et le changement de format à partir du Livre V servent à préparer les longs métrages qui devront vraiment se différencier du « style série ».

#### Décors

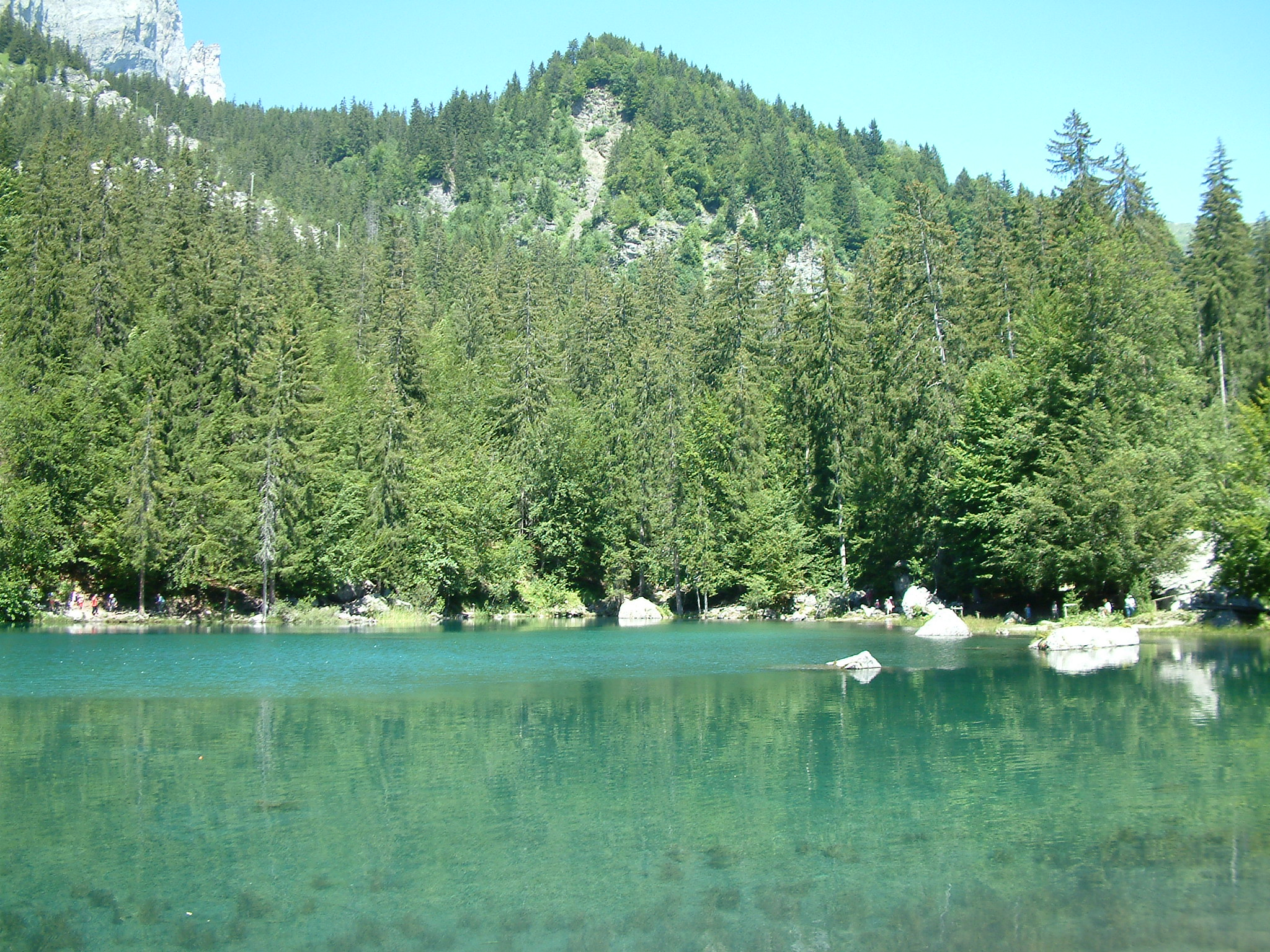
Le tournage de quelques scènes au lac Vert de Passy témoigne de la perpétuelle recherche de nouveaux décors atypiques.

La série devant faire ses preuves à l’antenne, le premier livre de Kaamelott fut, à de rares exceptions près, intégralement tourné en intérieur, dans des studios — anciens hangars désaffectés — près de Paris. Le Livre II a néanmoins entamé un exode du tournage vers l’extérieur, intégrant de nouveaux décors tels que le parc du château, les temples, la forêt… Ce mouvement n’a dès lors cessé d’intégrer, à chaque nouveau livre, de nouveaux paysages : allée fleurie, tribune de tournoi, fortifications, village de paysans (dans le Livre III, tournés au Château de Montmelas-Saint-Sorlin dans la région Rhône-Alpes près de Villefranche-sur-Saône) ainsi que le lac (Livre IV) et la montagne (Livre V). Chaque livre introduit de plus en plus de nouveaux décors intérieurs, participant ainsi au perpétuel renouvellement du visuel de la série avec, par exemple, la salle des coffres (Livre II), la salle de classe (Livre III), la bibliothèque ou encore la tourelle sur la plage (Livre IV).

Blason fictif de Kaamelott utilisé dans la série.

La cour du château de la Madeleine à Chevreuse dans le département des Yvelines a également servi de lieu de tournage en extérieur.

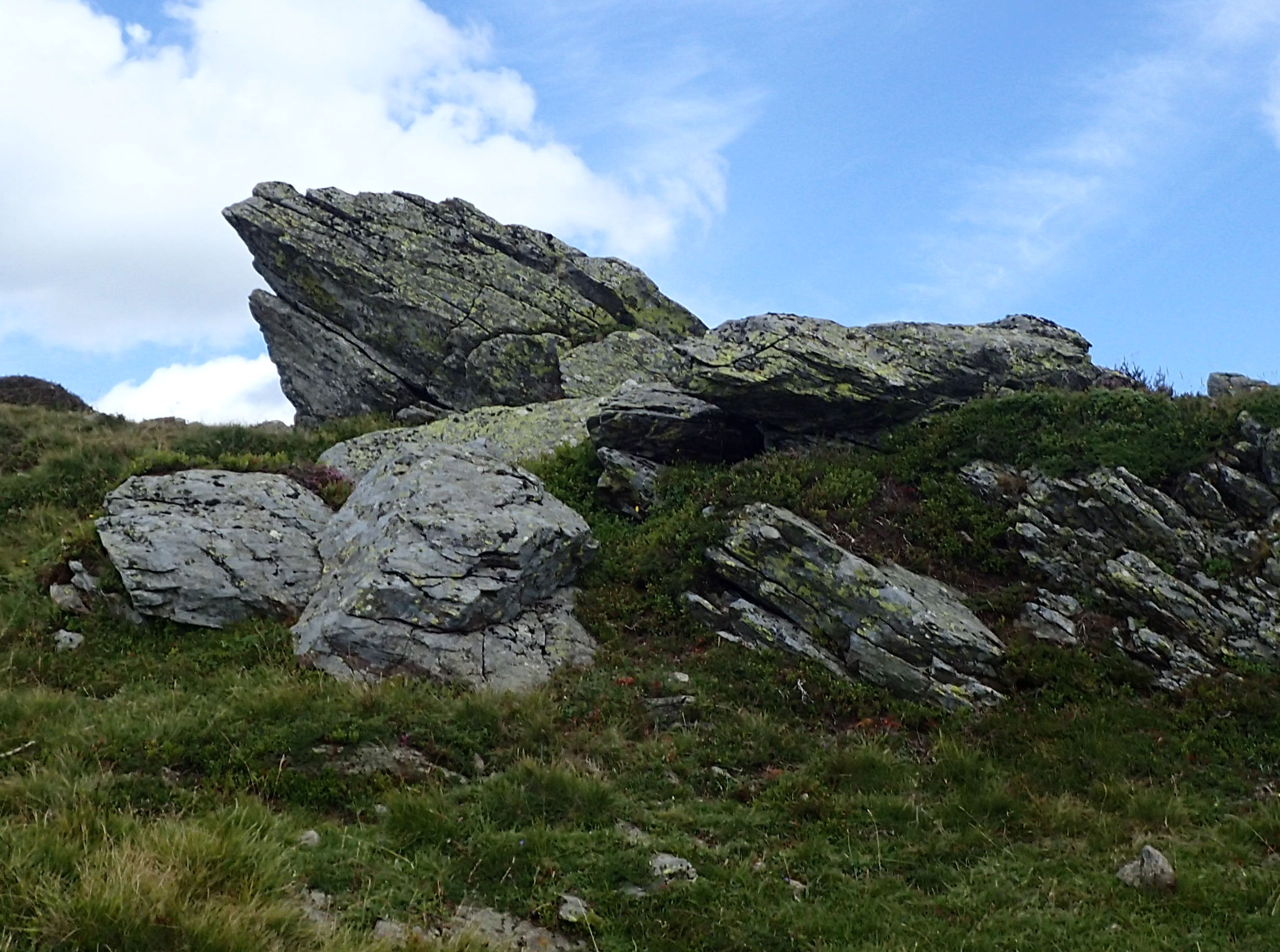
Rocher Excalibur situé aux Estables sur le mont Mézenc.

Le Livre V amène de nombreux nouveaux décors, comme la plage et les falaises (Bretagne), le phare, un pâturage et une autre tourelle de guet ; on y voit aussi des scènes en montagne, tournées dans le Massif central non loin du village des Estables au pied du mont Mézenc, notamment le rocher du Blôt où Excalibur était plantée, et les scènes dans les landes et les forêts enneigées, ainsi que dans le Vercors pour les scènes à la belle saison.
Le Livre VI présente à lui seul beaucoup de nouveaux décors, à commencer par Rome dont les séquences sont tournées à la Cinecittà dans les décors de la série américaine Rome ; les décors bretons de Gaunes, du pays de Galles, de Vannes et de la plage sont tournés en Bretagne à Ploemeur et Melrand.
Ces changements fréquents de décors sont favorisés par les modifications régulières des lieux de tournage. Ainsi, le Livre IV a été tourné, contrairement aux trois premiers livres, au Studio 24 à Villeurbanne, dans la banlieue de Lyon. Cette migration de la série, qui permet en outre une amélioration des décors et une plus grande liberté pour les acteurs et l’équipe technique, est le signe avant-coureur de la création d’un grand pôle audiovisuel en Rhône-Alpes, nommé Picsel, par la société CALT, M6 et le conseil régional.
Enfin, la tendance des dernières saisons est à l’évolution perpétuelle de l’esthétique générale de la série. En effet, le Livre IV introduit de nouveaux costumes pour les personnages, ainsi que des modifications visuelles comme la lumière, qui devient bien plus claire, et un étalonnage qui donne un grain différent des livres précédents.

#### Génériques et musiques
Pour l’ensemble de la série, les musiques sont composées par Alexandre Astier, y compris la musique du générique suivant le prologue. Ces génériques, bien que respectant le même thème musical et visuel — une animation d’Excalibur se plaçant sous le titre stylisé « Kaamelott » pour le souligner, devenant finalement le logo de la série —, sont différents à chaque nouveau livre. Les couleurs et le rythme de la musique changent, reflétant d'une certaine manière le ton global de la saison. Par exemple, le générique du Livre IV utilise des couleurs chaudes et ses effets spéciaux lui donnent un côté « flamboyant », qui contraste fortement avec le générique du Livre V, dans des tons froids et avec une musique plus sobre, qui souligne le côté très sombre de cet opus.
Un élément musical qui n’a jamais changé depuis le début de la série est la sonnerie de cor à l’ouverture d’un épisode, véritable « appel de ralliement » pour les spectateurs.
Dans les épisodes eux-mêmes, l’usage de la musique a aussi beaucoup évolué. Entendre un accompagnement sonore est rare dans les premiers livres ; absentes des scènes dialoguées, de telles musiques de fond servent surtout à renforcer un gag visuel (Le Plat national, La Parade), voire une scène d’action (L’Assemblée des rois 2e partie, Le Complot). Ceci change à mesure que la série devient plus dramatique ; un fond musical est couramment utilisé, surtout dans le Livre V, pour « donner le ton » et renforcer l’impact d’une scène. Un thème récurrent particulièrement notable est celui de la scène du baptême de Perceval dans Le Désordre et la Nuit ; cette musique marque l’apparition de Méléagant et devient pratiquement le leitmotiv de ce personnage et de ses machinations dans le Livre V.

### Inspirations et références
Kaamelott n’est pas seulement une série ancrée dans l’univers arthurien ; elle tend aussi à puiser des éléments d’œuvres de fiction diverses.
Tout d’abord, l’auteur de la série, Alexandre Astier, a voulu que celle-ci « évolue dans un univers heroic fantasy […], un peu comme dans les jeux de rôle avec un monde médiéval dans lequel la magie existe ». Il y a ainsi nombre d’allusions à ces jeux. En particulier, beaucoup d’épisodes (Le Labyrinthe, La Grotte de Padraig, Le Chaudron rutilant, Les Volontaires, Le Dragon des tunnels, La Voix céleste, Le Guet, L’Oubli, Le Passage secret, Trois cent soixante degrés, La Menace fantôme, Mission, Le Dédale…) contiennent un élément de dungeon crawler (en français, « porte-monstre-trésor ») typique de Donjons et Dragons. Plus spécifiquement, on peut trouver des références directes à Warhammer, à travers le personnage joué par Élie Semoun — appelé le Répurgateur — ou l’évocation des skavens dans l’épisode Arthur et les Ténèbres. Il existe aussi une référence au jeu de guerre dans l’épisode Le Jeu de la guerre du Livre IV, dans lequel Arthur et le roi des Burgondes jouent à un jeu de plateau, avec des pions, pour décider de l’issue d’un conflit.
Ensuite, la série traitant de la légende arthurienne de manière humoristique est à rapprocher du film Sacré Graal ! des Monty Python. Bien qu’Alexandre Astier se défende d’y avoir puisé l’intégralité de son inspiration et que l’humour de Kaamelott, très cartésien et typiquement français, reste assez différent de l’humour absurde du groupe britannique, on peut souvent déceler des allusions à ce film, ainsi qu’à d’autres des Monty Python. Par exemple, dans l’épisode Un bruit dans la nuit, Bohort est terrifié à l’idée de rencontrer un « lapin adulte » dans la forêt — et dans le film des Monty Python, Bors est le premier chevalier victime du « lapin vorpal (en) ».
Dans leur style et leur vocabulaire, les dialogues de la série ne sont pas sans rappeler ceux de Michel Audiard : issus du langage de la rue, à la fois iconoclastes, irrévérencieux et très imagés. Alexandre Astier a déclaré à propos de Michel Audiard : « Il y a au moins deux longs métrages dont je connais les dialogues par cœur : Le cave se rebiffe et Les Vieux de la vieille. Et je regarde au moins deux films d’Audiard par semaine ».

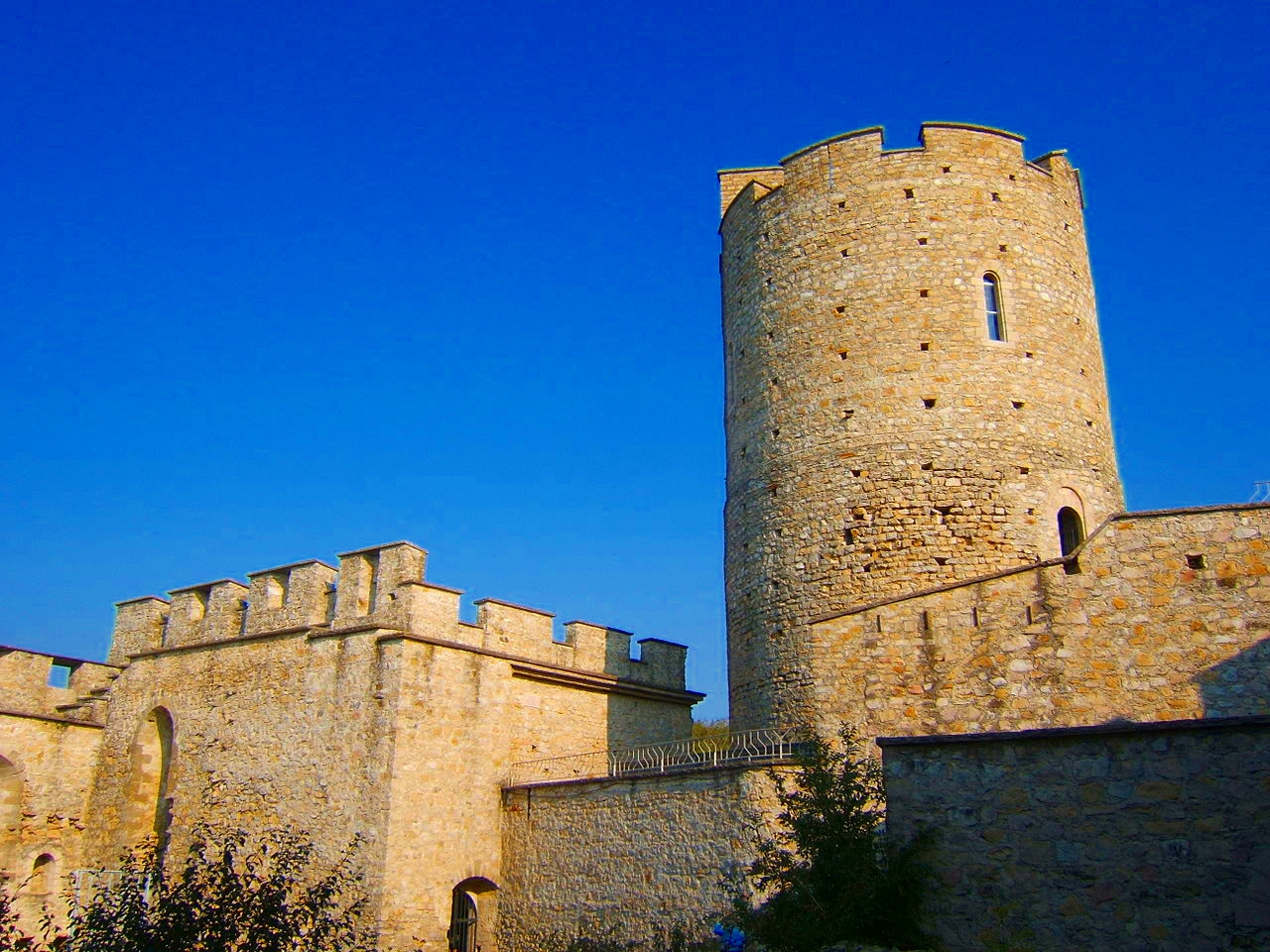
Le Château de Fallavier, lieu de tournage des plans extérieurs du château de Kaamelott.

Les références fréquentes aux druides, aux Romains et à la Gaule font penser aux aventures d’Astérix — l’épisode Le Combat des chefs reprenant même le titre et le thème d’un album. Alexandre Astier mentionne d’ailleurs ce classique de la bande dessinée dans les interviews consacrées à sa propre série de bande dessinée, ainsi que l’influence significative de René Goscinny sur le comique et la narration. Une référence directe à Panoramix, personnage de la bande dessinée Astérix et Obélix, est faite par Merlin dans Præceptores, épisode 3 du livre VI de Kaamelott, lorsque celui-ci distingue les druides bretons des druides gaulois, ces derniers étant « plus versé[s] dans la potion ». De plus, Merlin emploie souvent l’expression « môssieur » très chère à Astérix et Obélix lors de leurs fréquentes disputes. Les citations latines du roi Loth rappellent celles des pirates lorsque les Gaulois coulent leur bateau. Les épisodes de labyrinthe font penser à la séquence d'Astérix et Cléopâtre où Astérix, Obélix et Panoramix peinent à retrouver la sortie de la pyramide. On peut également citer une référence aux pirates d'Astérix dans le livre V avec la troupe de brigands menée par Venec qui rencontre toujours notre héros au mauvais moment.
De manière sous-jacente, on peut noter des hommages plus ou moins directs aux univers de fiction Star Wars et Stargate, dont le premier est particulièrement apprécié par l’auteur. L’épisode Stargate II, par exemple, traite de la découverte d’un sabre laser et de la visite de Perceval sur Tatooine.
De même, dans l’épisode Stargate, il est clairement fait allusion à la série et au film du même nom, puisqu’on y trouve la présence d’une Porte des étoiles, appelée « Portail Démonique », visuellement fortement similaire aux portes de l’univers Stargate.
D'ailleurs, de nombreux titres d'épisodes, dans les quatre premières saisons notamment, correspondent à des films de cinéma américain comme Heat (I.01), Négociateur (I-1.10), Le Sixième Sens (I-1.12), Le Dernier Empereur (I-2.06), Gladiator (I-2.34), The Game (II-1.46), O'Brother (II-1.50), Les Chiens de guerre (II-2.03), La Corde (II-2.07), Always (II-2.28), Des hommes d’honneur (II-2.37), Les Affranchis (III.38), Poltergeist (III.53), Mission (III.65), Witness (III.82), Hollow Man (III.98), Duel (IV.17), Au service secret de Sa Majesté (IV.20), La vie est belle (IV.45), Beaucoup de bruit pour rien (IV.73).
On trouve également des allusions à des titres français tels que Le Garde du corps (I.05), Le Professionnel (III.23), Cuisine et Dépendances (III.57), Le Solitaire (III.59), Tous les matins du monde (IV.01), L’Auberge rouge (IV.40) ou Le Désordre et la Nuit (IV.99).
Alexandre Astier n'hésite pas non plus à faire des allusions plus intellectuelles. Par exemple, Saponides et détergents est le titre d'un chapitre du livre Mythologies de Roland Barthes. Les références à la culture antique grecque ne sont pas rares (La Poétique d'Aristote, Les Troyennes d'Euripide). Le théâtre est aussi mis à l'honneur : Euripide donc, mais également Shakespeare (Beaucoup de bruit pour rien), ou encore Molière (un épisode s'appelle Les Misanthropes, en référence à la pièce Le Misanthrope ou l'Atrabilaire amoureux). En outre, Le jour d'Alexandre oblige les personnages à s'exprimer en « vers de douze pieds, deux hémistiches égales, rimes croisées ». L'épisode Le garçon qui criait au loup est une référence à la fable d'Ésope (Le garçon qui criait au loup).
Enfin, on peut rapprocher cette série de La Vipère noire (Blackadder), série à grand succès de Rowan Atkinson. En partie médiévale et n’abordant que rarement l’humour absurde, celle-ci met également en scène un homme puissant entouré d’une bande de bras cassés et qui tente à grand-peine de mener à bien ses plans. Ceci pourrait avoir créé un lien et des références entre les deux thèmes, notamment dans sa vision non conventionnelle de l’histoire de l’Angleterre.
La totalité de la série Kaamelott est, quant à elle, dédiée à l’acteur Louis de Funès, véritable icône des comédies populaires françaises des années 1960 à 1980 ; l’allusion à l'acteur est également musicale puisque le thème qui accompagne les dernières minutes du Livre VI est la bande originale du film Jo (composée par Raymond Lefebvre), dans lequel a joué Louis de Funès. Alexandre Astier s'inspire également fréquemment de l'acteur pour son rôle d'Arthur : certaines mimiques, roulements des yeux, répliques parfois (le célèbre « Foutez-moi le camp ! » notamment) ; de multiples clins d'œil aux films avec de Funès sont présents dans certaines scènes (en référence au film Oscar : Livre IV Ep 30, Ep 87 ; à Hibernatus : Livre IV Ep 16 ; etc.).

### Diffusion
Diffusée en France du 3 janvier 2005 au 31 octobre 2009 sur la chaîne M6, Kaamelott a également été diffusée en Suisse, Belgique et Canada.
En Suisse, la série est diffusée sur RTS Deux à partir de 2006 et depuis 2009 sur la chaîne valdo-fribourgeoise (Suisse) La Télé, en Belgique la série est diffusée sur Club RTL à partir de 2005. Au Canada, elle est diffusée depuis le 1er septembre 2007 en blocs de 30 minutes sur Historia. La série a également été diffusée sur TV5 Monde Europe et TV5 Monde USA.

## Accueil
Dès son lancement, Kaamelott réunit un public important qui atteindra les cinq millions de téléspectateurs – soit environ 16,3 % de parts de marché en 2006 lors de la diffusion du Livre IV, atteignant même un record de 5,6 millions de téléspectateurs le 14 novembre 2005, soit 20,2 % de part de marché. En 2005, M6, satisfaite, annonce qu’elle commandera six cents épisodes supplémentaires, à raison de deux cents épisodes tournés par an, ainsi que deux soirées spéciales en « prime time » de deux fois cinquante-deux minutes, diffusées le 30 avril 2007 (en prélude au Livre V) et le 5 novembre 2007 (après une pause au milieu du Livre V).
En 2015, la série atteint 1,2 % de part d’audience sur l’ensemble du public et 2,1 % auprès des ménagères de moins de 50 ans. Les épisodes « Nuptiae » et « Arturus Rex », soit les épisodes 6 et 7 du livre VI, ont rassemblé 306 000 téléspectateurs en moyenne, avec un pic d’audience à 390 000.

### Fandom
Les amateurs de la série réagissent parfois très brutalement lorsqu'elle est critiquée, en usant du cyberharcèlement.

## Études et recherche
Kaamelott a fait l'objet de plusieurs mémoires de master,,,, thèses, colloques et conférences.

## Récompenses
- 2006 : Meilleure série d'access/day time au Festival de la fiction TV de Saint-Tropez[66].
- 2009 : Meilleure série de prime time au Festival de la fiction TV de La Rochelle[67].

## Œuvres dérivées
Outre la série télévisée, l’univers de Kaamelott se décline aussi à travers des œuvres dérivées, sur différents supports :

### DVD et Blu-ray

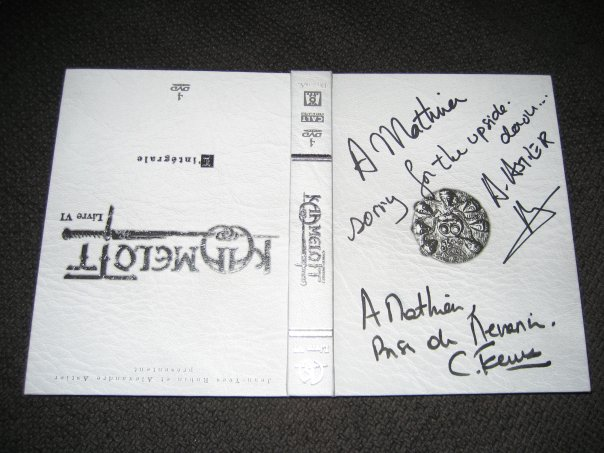
Dédicaces d'Alexandre Astier et de Caroline Ferrus sur le DVD du Livre VI.

Les saisons de la série Kaamelott se décomposent en six « livres » rendus disponibles en intégralité par M6 Vidéo en DVD ainsi qu'au format Blu-ray pour les livres V et VI :
- Kaamelott – Livre I (disponible depuis le 28 septembre 2005)
- Kaamelott – Livre II (disponible depuis le 14 juin 2006)
- Kaamelott – Livre III (disponible depuis le 8 novembre 2006)
- Kaamelott – Livre IV (disponible depuis le 26 septembre 2007)
- Kaamelott – Livre V (disponible depuis le 26 novembre 2008[68])
- Kaamelott – Livre V Blu-ray (disponible depuis le 26 novembre 2008)
- Kaamelott - Livre VI (disponible depuis le 25 novembre 2009)
- Kaamelott – Livre VI Blu-ray (disponible depuis le 25 novembre 2009)

Des DVD ont été édités sous une autre forme pour le marché québécois :
- Kaamelott – Livre I (disponible depuis le 14 juillet 2009)[69]
- Kaamelott – Livre II (disponible depuis le 8 décembre 2009)[70]
- Kaamelott – Livre III (disponible depuis le 4 mai 2010)[71]
- Kaamelott – Livre IV (disponible depuis le 24 août 2010)[72]
- Kaamelott – Livre V (disponible depuis le 30 novembre 2010)[73]
- Kaamelott - Livre VI (disponible depuis le 19 avril 2011)[74]

L'intégrale Les Six Livres est annoncée par Alexandre Astier le 6 juillet 2018 pour une sortie le 3 octobre en DVD et Blu-ray. Le coffret comprend 21 DVD d'une durée totale de 49 heures et trente minutes contenant les six livres en quatorze DVD (deux DVD pour chacun des livres I, II, III et IV, trois DVD pour chacun des livres V et VI) et des compléments ou des suppléments inédits dans les six DVD précédant chaque livre dont un documentaire en six parties réalisé par Christophe Chabert et intitulé Aux Sources de Kaamelott. Ils sont suivis d'un septième DVD de suppléments.
- Livre I 
  - Addendum : La genèse de Kaamelott : Dies iræ (court métrage) (14 min 17 sec) ; les dix épisodes pilotes (45 min 45 sec) ; bêtisier (4 min 01 sec) ;
  - DVD 1 : Tome 1 (2 h 56 min 04 sec) ;
  - DVD 2 : Tome 2 (2h 56 min 55 sec).
- Livre II : 
  - Addendum : Aux Sources de Kaamelott Acte I « Les mœurs et les femmes » (53 min 17 sec) ; bandes-annonces Livres I, II et III (2 min 15 sec) ; bêtisier (4 min 26 sec) ;
  - DVD 1 : Tome 1 (3 h 04 min 15 sec) ;
  - DVD 2 : Tome 2 (3 h 07 min 13 sec).
- Livre III : 
  - Addendum : Aux Sources de Kaamelott Acte II « La magie et l'Église » (59 min 07 sec) ; teaser Livre IV (32 sec) ; bêtisier (11 min 31 sec) ;
  - DVD 1 : Tome 1 (3 h 56 min 02 sec) ;
  - DVD 2 : Tome 2 (3 h 06 min 15 sec).
- Livre IV : 
  - Addendum : Aux Sources de Kaamelott Acte III « L'art de la guerre » (51 min 51 sec) ; teaser Livre V (32 sec) ; bêtisier (11 min 31 sec) ;
  - DVD 1 : Tome 1 (3 h 02 min 23 sec) ;
  - DVD 2 : Tome 2 (3 h 05 min 44 sec).
- Livre V : 
  - Addendum : Aux Sources de Kaamelott Acte IV « Géopolitique du royaume » (54 min 07 sec) ;  entretien avec Alexandre Astier, Cinecittà, juin 2008 (37 min 53 sec) ; teaser Livre VI (50 sec) ; bêtisier (11 min 33 sec) ;
  - DVD 1 : Tome 1 : Corvus corone, La Roche et le Fer, Vae soli ! (2 h 19 min 08 sec) ;
  - DVD 2 : Tome 2 : Le Dernier Jour, Le Royaume sans tête, Jizô (2 h 48 min 02 sec) ;
  - DVD 3 : Tome 3 : Le Phare, Le garçon qui criait au loup (1 h 34 min 31 sec).
- Livre VI : 
  - Addendum : Aux Sources de Kaamelott Acte V « Les chevaliers de la Table ronde » (58 min 38 sec) ; « Kaamemott : le jeu avec les limites » (2 h 06 min 01 sec) ; bêtisier (7 min 56 sec) ;
  - DVD 1 : Tome 1 : Miles Ignotus, Centurio, Præceptores (2 h 20 min 03 sec) ;
  - DVD 2 : Tome 2 : Arturi inquisito, Dux bellorum, Nuptiæ (2 h 29 min 59 sec) ;
  - DVD 3 : Tome 3 : Arturus rex, Lacrimosa, Dies iræ (2 h 27 min 18 sec).
- DVD suppléments : Kaamelott opening, Orchestre national de Lyon dirigé par Alexandre Astier (7 min 29 sec) ; Aux Sources de Kaamelott Acte VI « Le roi Arthur ? » (1 h 09 min 22 sec).

Le 3 octobre 2018, M6 Vidéo sort pour la première fois Kaamelott en Blu-ray, ce coffret contient tous les épisodes en HD, ainsi que tous les suppléments présents sur les éditions DVD.

### Livres
Écrite par l'écrivain Éric Le Nabour, avec la collaboration de l'historien médiéviste Martin Aurell, Kaamelott (Éditions Perrin) est une trilogie de livres constituant une vulgarisation de la légende arthurienne et de l’histoire du Moyen Âge. Les livres abordent aussi bien le rôle des femmes que celui du christianisme naissant, du druidisme persistant, et permettent d’esquisser un roi Arthur « historique ».

### Bande dessinée
Une série de bande dessinée Kaamelott a débuté en novembre 2006. On y retrouve les personnages de la série dans des histoires complètes (une par tome) et parallèles au Livre I. Cette série, prévue pour être constituée de trois tomes initialement, est scénarisée par Alexandre Astier et dessinée par Steven Dupré, dessinateur flamand.
| No tome | Titre                              | Parution originale | Synopsis |
| ------- | ---------------------------------- | ------------------ | --- |
| 1       | L'Armée du nécromant               | 2006               | Arthur, Léodagan, Bohort, Lancelot, père Blaise ainsi que Perceval, Karadoc et Merlin, partent à la recherche d’un sorcier qui sème le trouble en envoyant des morts-vivants attaquer Kaamelott…                                                                          |
| 2       | Les Sièges de transport            | 2007               | Perceval et Karadoc partent à la recherche d’un tabouret magique qui permet à quiconque s'assoit dessus de se téléporter sur un autre tabouret, dans le Languedoc. Le chef viking Haki est lui aussi à la recherche de ces objets, et menace d’envahir l'île de Bretagne. |
| 3       | L'Énigme du coffre                 | 2008               | Arthur, Lancelot, Léodagan, Karadoc et Perceval enquêtent sur la disparition des convois d’or qui n'arrivent plus à Kaamelott. |
| 4       | Perceval et le Dragon d'airain     | 2009               | Lancelot part combattre le Dragon d’airain. Mais Perceval, avec son furet de guerre, compte bien prouver son courage et sa valeur en terrassant le monstre. |
| 5       | Le Serpent géant du lac de l'Ombre | 2010               | À la suite de leur premier échec à débarrasser les habitants de la région du serpent géant qui les terrorise, Perceval et Karadoc retournent au Lac de l’Ombre pour en découdre.                                                                                          |
| 6       | Le Duel des mages                  | 2011               | La toute-puissance de Merlin est remise en question. Sous peine de perdre le prestigieux poste d'Enchanteur de Kaamelott, il devra prouver ses pouvoirs et affronter les mages qui viendront le défier.                                                                   |
| 7       | Contre-attaque en Carmélide        | 2013               | La Carmélide est attaquée ! Les vaisseaux d'un mystérieux peuple ennemi, venus des mers du Nord, fendent le sable des côtes. Le perfide assaillant n'hésite pas à enlever la Reine Guenièvre pour faire pression sur le Royaume de Logres.                                |
| 8       | L'Antre du basilic                 | 2018               | Arthur et ses chevaliers sont à nouveau chargés d'une mission périlleuse. Il s'agit d'explorer un labyrinthe habité par le Basilic, une créature mythologique dont le regard peut vous changer en pierre...                                                               |
| 9       | Les Renforts maléfiques            | 2020               | Après avoir découvert le trésor du dédale, Arthur et ses compagnons doivent maintenant sortir sains et saufs de l’antre avec leur butin, mais ils devront pour cela affronter les Renforts maléfiques.                                                                    |
| 10      | Karadoc et l'Icosaèdre             | 2023               | Mis à la porte par Arthur, c'est à la tête de sa propre équipe d'aventuriers que Karadoc découvre un mystérieux objet aux propriétés magiques. |
| 11      | Arthur contre Le Soldat-Silence    | À venir            | |

### Recueil de nouvellesKaamelott: Résistance
Interrogé dans le 17e épisode de l'émission J’irai loler sur vos tombes diffusée le 11 juin 2010, Alexandre Astier a annoncé l’écriture d’un recueil de nouvelles intitulé Kaamelott : Résistance afin d’assurer la transition du Livre VI vers les longs métrages tandis que cette période censée remplir la première demi-heure du premier film paraissait trop courte.
La forme définitive de Kaamelott Résistance n’est pas clairement définie. Un temps présenté comme un recueil de nouvelles comportant une dimension multimédia, il a par la suite été évoqué la forme d’un téléfilm, d’une mini-série qui serait diffusée par la chaîne M6, puis comme une nouvelle série télévisée.
On sait que Lancelot sera accompagné du roi Loth et qu'il va instaurer des couvre-feux. Que le clan des « semi-croustillants » et des « petits pédestres » sera la résistance avec Léodagan qui ne supporte pas que Lancelot le limite militairement. Alexandre Astier a également dit être intéressé par un livre d'infographie (en s'inspirant de celui de Star Wars graphics édité par Hachette) : « Le livre partirait de chiffres et de faits bruts illustrés à la manière d'un document technique pour plonger dans l'univers de la série ».

### Films

#### Premier Volet
La suite intitulée Kaamelott : Premier Volet sort le 21 juillet 2021. Film français écrit et réalisé par Alexandre Astier, il s'inscrit dans la continuité de la série télévisée diffusée entre 2005 et 2009 et constitue le premier volet d'une trilogie.
Elle comprend en vedettes Sting, Antoine de Caunes, Alain Chabat, Christian Clavier, Guillaume Gallienne, François Morel, Clovis Cornillac, Jean-Charles Simon. Avec 60 000 places de cinéma vendues en vingt-quatre heures pour l'avant-première, le film réalise un record de préventes pour un film français et 206 000 billets sont vendus pour les avant-premières du 20 juillet 2021.
Le film effectue également un très bon démarrage avec 423 922 entrées pour son premier jour en France. C'est le meilleur score pour un film français depuis 2018. Le 28 juillet 2021, SND la société de distribution du film annonce 1 015 247 entrées vendues. Au Canada, avec un total de 188 241 dollars, le film signe le meilleur démarrage pour un film français depuis mars 2019.

#### Deuxième Volet
Après le succès de Kaamelott : Premier Volet, qui avait attiré 2,6 millions de spectateurs, Alexandre Astier confirme que la suite serait composée de deux parties distinctes, tournées simultanément et dont la sortie serait espacée de quelques mois,. « C’est KV1 qui m’a lancé dans ces deux parties. » explique l'auteur. « Il se trouve que le prochain chapitre mérite plus de temps, de développement. [...] Ce sont des gens qui se retrouvent à la table ronde et vont, chacun, partir vers une aventure, une quête qui va les anoblir. Alors, comme il y a beaucoup d’arches narratives superposées, avec des gens qui partent à des endroits différents, ça mérite deux films. »
La sortie française est prévue pour le 22 octobre 2025,,,. Aucune bande-annonce officielle n'a encore été diffusée mais les premières images ont été diffusées à l'occasion d'un numéro de Première,.